# Discocyrtus rectipes
Discocyrtus rectipes is een hooiwagen uit de familie Gonyleptidae.